# Pseudenargia brunnea
Pseudenargia brunnea là một loài bướm đêm trong họ Noctuidae.